# 年またぎスポーツ祭り
年またぎスポーツ祭り（としまたぎスポーツまつり）はTBSテレビが毎年12月31日 - 1月1日にかけて放送していたスポーツ番組のテレソンである。

## 概要
TBSテレビは以前から1月1日には「全日本実業団駅伝（ヤマザキ新春スポーツスペシャル・ニューイヤー駅伝）」の生中継や「最強の男は誰だ!壮絶筋肉バトル!!スポーツマンNo.1決定戦」などを放送していたが、2006年から大晦日（12月31日）にボクシングの世界タイトルマッチなど格闘技のイベントも放送されるようになったことによって、スポーツ中継・イベントの特別放送を大晦日～元日に集中して放送するようになるにあたり、2012年の大晦日よりこのタイトルがついた。
TBSテレビが年末年始をまたいで長時間テレソンを開催するのは「TBS21世紀プロジェクト」で2000年 - 2001年に放送された「SAMBA・TV」以来のことである。ただし、過去の同種のテレソンとは異なり、「CDTV年越しプレミアライブ」（12月31日23:45 - 1月1日5:00＜一部地域は1:00飛び降りあり＞）は当テレソンとは別枠番組であることや、ローカルセールスによる独自編成を挟み込んだ形となっているほか、一部の番組はローカルセールスで未放送であったり、後日の時差放送であったりもする。
2015年-16年の編成については、「炎の体育会TV」の元日の放送が見送られ、他の時間帯でも非スポーツ系番組が多く編成されるため、テレソンとしての体裁はとっていない。2016-17年度に関してもテレソンとしての編成はなしていないが、12月31日・1月1日には連日18-20時台（12月31日は23時半まで）にわたり、スポーツの特番を集中編成した。
2017-18年度以降についても、非スポーツ系番組を多く編成した対応をとったため、正式な公表はないものの、2014-15年度で事実上休止になったと考えられる。

## 各年の編成

### 2012年 - 13年の編成
- 2012年12月31日

15:00 - 17:30　大晦日スポーツ祭り・KYOKUGEN2012　開会直前スペシャル（生放送　ローカルセールス）
18:00 - 23:39　大晦日スポーツ祭り・KYOKUGEN2012（生放送　ボクシング中継内包）
- 2013年1月1日

5:00 - 6:00　元旦スポーツ祭り・2013年にかけるアスリートたち（ローカルセールス）
7:15 - 8:15　元旦スポーツ祭り・初蹴り!!スーパーサッカー・日本代表"開運"トークSP（ローカルセールス）
8:15 - 14:30　ニューイヤー駅伝2013（生中継、8:30までローカルセールス。8:30から「ヤマザキ新春スポーツスペシャル」として全国放送）
14:30 - 16:00　元日スポーツ祭り・清原VS桑田!野球対決&井岡世界戦舞台ウラ完全密着スペシャル（ローカルセールス。12月31日に放送された「KYOKUGEN2012」の舞台裏を紹介したドキュメンタリー）
16:00 - 17:45　炎の体育会TV特別編　五輪メダリストを豪華有名人がドッキリ表彰（ローカルセールス）
18:00 - 20:54　炎の体育会TV～五輪メダリスト軍&巨人軍襲来!元日3時間SP～　

### 2013年 - 14年の編成
- 2013年12月31日

15:00 - 16:24　KYOKUGEN2013　開幕直前SP（ローカルセールス）
16:30 - 17:30　大相撲ドキュメント 日本人の知らない白鵬（ローカルセールス）
17:50 - 18:00　もうすぐKYOKUGEN2013（ローカルセールス）
18:00 - 23:35　KYOKUGEN2013（生放送　ボクシング中継内包）
- 2014年1月1日

7:15 - 8:00　スーパーサッカー初蹴りスペシャル（ローカルセールス）
8:00 - 14:30　ニューイヤー駅伝2014（生中継、8:30までローカルセールス。8:30から「ヤマザキ新春スポーツスペシャル」として全国放送）
14:30 - 15:54　JALホノルルマラソン2013（中継録画 ローカルセールス）
16:00 - 21:00　炎の体育会TVスペシャル（途中、17:45 - 18:00「Nスタ」を挿入。17:45までローカルセールス）

### 2014年 - 15年の編成
- 2014年12月31日

13:00 - 16:00　炎の体育会TVダイジェスト（ローカルセールス）
16:00 - 23:35　KYOKUGEN2014（生放送　ボクシング中継内包）
※16:00 - 17:30と17:50 - 18:00はローカルセールス。途中、17:30 - 17:50「Nスタ」を挿入。
- 2015年1月1日

5:00 - 6:00　2015年にかけるアスリートたち～S☆1ワンフレーズスペシャル（ローカルセールス）
7:30 - 14:30　ニューイヤー駅伝2015（生中継、8:30までローカルセールス。8:30から「ヤマザキ新春スポーツスペシャル」として全国放送）
14:30 - 15:54　密着!2020年の星たち（ローカルセールス）
16:00 - 21:00　炎の体育会TVスペシャル（途中、17:00 - 17:15「Nスタ」を挿入。17:00までローカルセールス）